# Tullichewan Castle
Tullichewan Castle war ein Landhaus am westlichen Stadtrand von Alexandria in der schottischen Council Area West Dunbartonshire in der Nähe des Loch Lomond. Es wurde 1792 errichtet und 1954 abgerissen.

## Geschichte
Das Gelände hieß ursprünglich „Toloch Eoghain“ (dt.: Hügel von Eoghan). Im 17. Jahrhundert erwarb es der Clan Colquhoun. Es wurde „Tully-Colquhoun“ oder „Tillyquhoun“ genannt, später „Tullichewan“. 1792 verkaufte es die Familie an James Buchanan.
Tullichewan Castle wurde 1792 vom Architekten Robert Lugar entworfen, der auch Balloch Castle gezeichnet hatte. Es ist das erste Exemplar eines asymmetrischen, neugotischen Hauses in Schottland. Die Familie Horrocks kaufte das Haus 1817 und lebte dort bis 1843. Das Anwesen wurde dann an William Campbell von J. & W. Campbell, einem Handelshaus in Glasgow, verkauft und blieb bis ins 20. Jahrhundert in Händen dieser Familie.
Der letzte Eigentümer war J. Scott Anderson, der das Haus um 1930 kaufte. Mit Ausbruch des Zweiten Weltkrieges wurde das Anwesen Tullichewan von der Royal Navy requiriert, die es bis zum Kriegsende behielt. Tullichewan Castle Camp diente unterschiedlichen Zwecken. Nach dem Krieg diente das Haus als Unterkunft für Arbeiter der Torpedofabrik der Royal Navy in Alexandria. Nach Kriegsende kehrte Mr J. Scott Anderson in das Haus zurück und lebte dort, bis der Erhaltungsaufwand seine Möglichkeiten überstieg. Anschließend war das Landhaus unbewohnt, bis es 1954 gesprengt wurde.
Wenn auch der moderne Wohnungsbau den größten Teil des früheren Anwesens einnahm, so blieben doch eine Reihe von Resten von dem Haus zurück. Die Fernstraßen A82 und A811 wurden über das ehemalige Anwesen gebaut; es finden sich heute dort Wohnsiedlungen und das Vale of Leven Hospital. Die früheren Stallungen und ein Fragment des alten Turms kann man noch von der A82 aus sehen. Die North Lodge ist im Tullichewan Caravan Park aufgegangen, wo früher auch ein eingefriedeter Obsthain lag. Die South Lodge kann man heute noch an der Hauptstraße von Alexandria sehen, nördlich des Eingangs zum Christie Park. Vom Camp der Royal Navy ist nichts mehr erhalten.